# گریمبرژان
شهر گریمبرژان (به فرانسوی: Grimbergen) در ناحیه اداری ال-ویلوورد  در استان فلومیش بربان  در منطقه فلاندری در کشور بلژیک واقع شده‌است.